# Deven Varma
Pour les articles homonymes, voir Varma (homonymie) et Verma.
Deven Varma, parfois écrit Deven Verma (en hindi : देवेन वर्मा), né le 23 octobre 1937 et mort le 2 décembre 2014, est un acteur indien connu principalement pour ses rôles comiques. Il a également réalisé quatre films.

## Biographie
Deven Varma est né dans le district de Kutch, au Gujarat (Raj britannique), le 23 octobre 1937 et mort à Pune (Maharashtra, en Inde) le 2 décembre 2014,.
Deven Varma a travaillé avec des réalisateurs comme Basu Chatterjee, Hrishikesh Mukherjee et Gulzar. Il a aussi produit et réalisé quelques films dont Besharam.
Il a remporté plusieurs prix Filmfare du meilleur acteur comique dans un film en hindi pour ses rôles dans Chori Mera Kaam, Chor Ke Ghar Chor et Angoor, ce dernier film tourné sous la direction de Gulzar et considéré comme l'une des meilleures comédies produite à Bollywood.

## Filmographie partielle

### Au cinéma

#### Comme acteur
- 1973 : Dhund de Baldev Raj Chopra d'après la pièce Le Visiteur inattendu d'Agatha Christie
- 1975 : Chori Mera Kaam (en) de Brij
- 1978 : Besharam de lui-même
- 1978 : Chor Ke Ghar Chor (en) de Vijay Sadanah
- 1982 : Angoor (en) de Gulzar
- 1990 : Dil d'Indra Kumar
- 1992 : Chamatkar de Rajiv Mehra
- 1993 : King Uncle de Rakesh Roshan
- 1994 : Yeh Dillagi de Naresh Malhotra
- 1995 : Ram Jaane de Rajiv Mehra
- 1997 : Ishq d'Indra Kumar

#### Comme réalisateur
- 1971 : Nadaan (en)
- 1973 : Bada Kabutar
- 1977 : Besharam
- 1989 : Dana Paani

### À la télévision
- 1994 : Zabaan Sambhal Ke (série télévisée, 1 épisode)

## Prix et récompenses
- 1976 : 23e cérémonie des Filmfare Awards : Meilleure prestation dans un rôle comique pour Chori Mera Kaam
- 1979 : 26e cérémonie des Filmfare Awards : Meilleure prestation dans un rôle comique pour Chor Ke Ghar Chor
- 1983 : 30e cérémonie des Filmfare Awards : Meilleure prestation dans un rôle comique pour Angoor